# Toolbrunup Peak
Toolbrunup Peak är en bergstopp i Australien. Den ligger i kommunen Gnowangerup och delstaten Western Australia, omkring 340 kilometer sydost om delstatshuvudstaden Perth. Toppen på Toolbrunup Peak är 1 052 meter över havet.
Trakten runt Toolbrunup Peak är nära nog obefolkad, med mindre än två invånare per kvadratkilometer.. Det finns inga samhällen i närheten. 
I omgivningarna runt Toolbrunup Peak växer huvudsakligen savannskog. Genomsnittlig årsnederbörd är 579 millimeter. Den regnigaste månaden är maj, med i genomsnitt 85 mm nederbörd, och den torraste är februari, med 10 mm nederbörd.